# Корнецова, Сюзанна Сергеевна
Сюза́нна Серге́евна Корнецова (род. 23 августа 1990, Алма-Ата) — казахстанская футболистка и тренер.

## Клубная карьера
Начала заниматься футболом в своём родном городе Алма-Ате. В футбол начала играть в «СШВСМ-Кайрат». В 2016 году являлась игроком «Астаны».
С 2017 года тренер СДЮСШОР N2.

## Личная жизнь
С 2012 года учится на отделении физкультуры и спорта КазНПУ.
Отец Сергей Корнецов основатель команды «Претендент» (впоследствии 4 кратный Чемпион России — ЦСК ВВС Самара).